# Rousson (Yonne)
Rousson és un municipi francès, situat al departament del Yonne i a la regió de Borgonya - Franc Comtat. L'any 2007 tenia 366 habitants.

## Demografia

### Població
El 2007 la població de fet de Rousson era de 366 persones. Hi havia 154 famílies, de les quals 44 eren unipersonals (20 homes vivint sols i 24 dones vivint soles), 51 parelles sense fills, 51 parelles amb fills i 8 famílies monoparentals amb fills.
La població ha evolucionat segons el següent gràfic:
Habitants censats

### Habitatges
El 2007 hi havia 193 habitatges, 150 eren l'habitatge principal de la família, 23 eren segones residències i 19 estaven desocupats. Tots els 186 habitatges eren cases. Dels 150 habitatges principals, 131 estaven ocupats pels seus propietaris, 13 estaven llogats i ocupats pels llogaters i 7 estaven cedits a títol gratuït; 3 tenien una cambra, 9 en tenien dues, 23 en tenien tres, 57 en tenien quatre i 59 en tenien cinc o més. 118 habitatges disposaven pel capbaix d'una plaça de pàrquing. A 61 habitatges hi havia un automòbil i a 81 n'hi havia dos o més.

### Piràmide de població
La piràmide de població per edats i sexe el 2009 era:
| Homes | Edats   | Dones |
| ----- | ------- | ----- |
| 0     | 95 o +  | 0     |
| 0     | 90 a 94 | 1     |
| 2     | 85 a 89 | 3     |
| 2     | 80 a 84 | 3     |
| 7     | 75 a 79 | 7     |
| 6     | 70 a 74 | 4     |
| 8     | 65 a 69 | 6     |
| 13    | 60 a 64 | 7     |
| 11    | 55 a 59 | 18    |
| 13    | 50 a 54 | 11    |
| 17    | 45 a 49 | 15    |
| 12    | 40 a 44 | 19    |
| 18    | 35 a 39 | 13    |
| 14    | 30 a 34 | 15    |
| 10    | 25 a 29 | 6     |
| 15    | 20 a 24 | 11    |
| 15    | 15 a 19 | 11    |
| 13    | 10 a 14 | 11    |
| 11    | 5 a 9   | 17    |
| 11    | 0 a 4   | 5     |

## Economia
El 2007 la població en edat de treballar era de 247 persones, 189 eren actives i 58 eren inactives. De les 189 persones actives 177 estaven ocupades (104 homes i 73 dones) i 12 estaven aturades (3 homes i 9 dones). De les 58 persones inactives 25 estaven jubilades, 17 estaven estudiant i 16 estaven classificades com a «altres inactius».

### Ingressos
El 2009 a Rousson hi havia 160 unitats fiscals que integraven 407,5 persones, la mediana anual d'ingressos fiscals per persona era de 19.057 €.

### Activitats econòmiques
Dels 12 establiments que hi havia el 2007, 1 era d'una empresa extractiva, 4 d'empreses de construcció, 1 d'una empresa de comerç i reparació d'automòbils, 1 d'una empresa d'hostatgeria i restauració, 1 d'una empresa d'informació i comunicació, 3 d'empreses de serveis i 1 d'una empresa classificada com a «altres activitats de serveis».
Dels 6 establiments de servei als particulars que hi havia el 2009, 1 era un taller de reparació d'automòbils i de material agrícola, 1 paleta, 2 lampisteries, 1 electricista i 1 restaurant.
L'any 2000 a Rousson hi havia 3 explotacions agrícoles que ocupaven un total de 309 hectàrees.

## Equipaments sanitaris i escolars
El 2009 hi havia una escola maternal integrada dins d'un grup escolar amb les comunes properes formant una escola dispersa.

## Poblacions més properes
El següent diagrama mostra les poblacions més properes.